# ҐОНҐО
ҐОНҐО (також ДОНДО, англ. GONGO) — від «Державою організовані недержавні організації» (англ. Government-Organized (або Operated) Non-Governmental Organization), абревіатура, що використовується для позначення номінально неурядових громадських об'єднань, створених з ініціативи та/або за участі влади. Ці об'єднання працюють на інтереси держави чи влади.
Псевдогромадські організації часто створють і спонсорують недемократичні уряди як декорації, покликані зобразити існування підтримуваного владою громадянського суспільства.
Прикладами таких рухів, на думку критиків, правозахисників та західних спостерігачів, є російські молодіжні об'єднання «Ті, що йдуть разом», «Наші», білоруський «БРСМ» тощо.